# Gleisi Hoffmann
Gleisi Helena Hoffmann (Curitiba, Brasil, 6 de septiembre de 1965) es una abogada y política brasileña, afiliada al Partido de los Trabajadores y ex Jefa de Gabinete de la Presidencia de la República. Ejercido el cargo de Senadora de la República Federativa de Brasil, representando al Estado de Paraná y presidido en el Senado Federal la Comisión de Asuntos Económicos. En octubre de 2016 fue elegida vicepresidente de la comisión de asuntos económicos por el Parlamento del Mercosur. En las elecciones de 2018 fue electa diputada federal por Paraná, siendo la tercera más votada en el estado.

## Biografía
De familia de origen alemán, recibió el nombre de Gleisi en referencia a Grace Kelly. Vivió la infancia y adolescencia en Vila Lindóia, barrio de Curitiba, junto a su padre Júlio, su madre Getúlia y de sus tres hermanos.
Realizó su educación primaria en el colegio Nuestra Señora Esperanza, administrado por las hermanas bernardinas, donde permaneció hasta octavo grado. Luego, ingresó al Colegio Medianeira, de formación jesuítica. Durante su adolescencia, pensó dedicar su vida a ser monja en Río Grande del Sur, pero su padre se lo impidió.
Antes de ingresar a la universidad, cursó Electrotécnica en el Centro Federal de Educación Tecnológica de Paraná (Cefet-PR), donde comenzó su militancia estudiantil al ser electa presidente de la Unión Metropolitana de los Estudiantes Secundarios de Curitiba (Umesc) y, posteriormente, para la Unión Paranaense de Estudiantes Secundarios (UPES) y la Unión Brasileña de lEstudiantes Secundarios (UBES).
En 1987 inició sus estudios en derecho en la Facultad de Derecho de Curitiba y, enseguida, obtuvo la especialización en Gestión de Organizaciones Públicas y Administración Financiera en la Asociación Brasileña de Presupuesto Público, y en la Escuela Superior de Asuntos Económicos del Ministerio de Hacienda.

## Carrera política

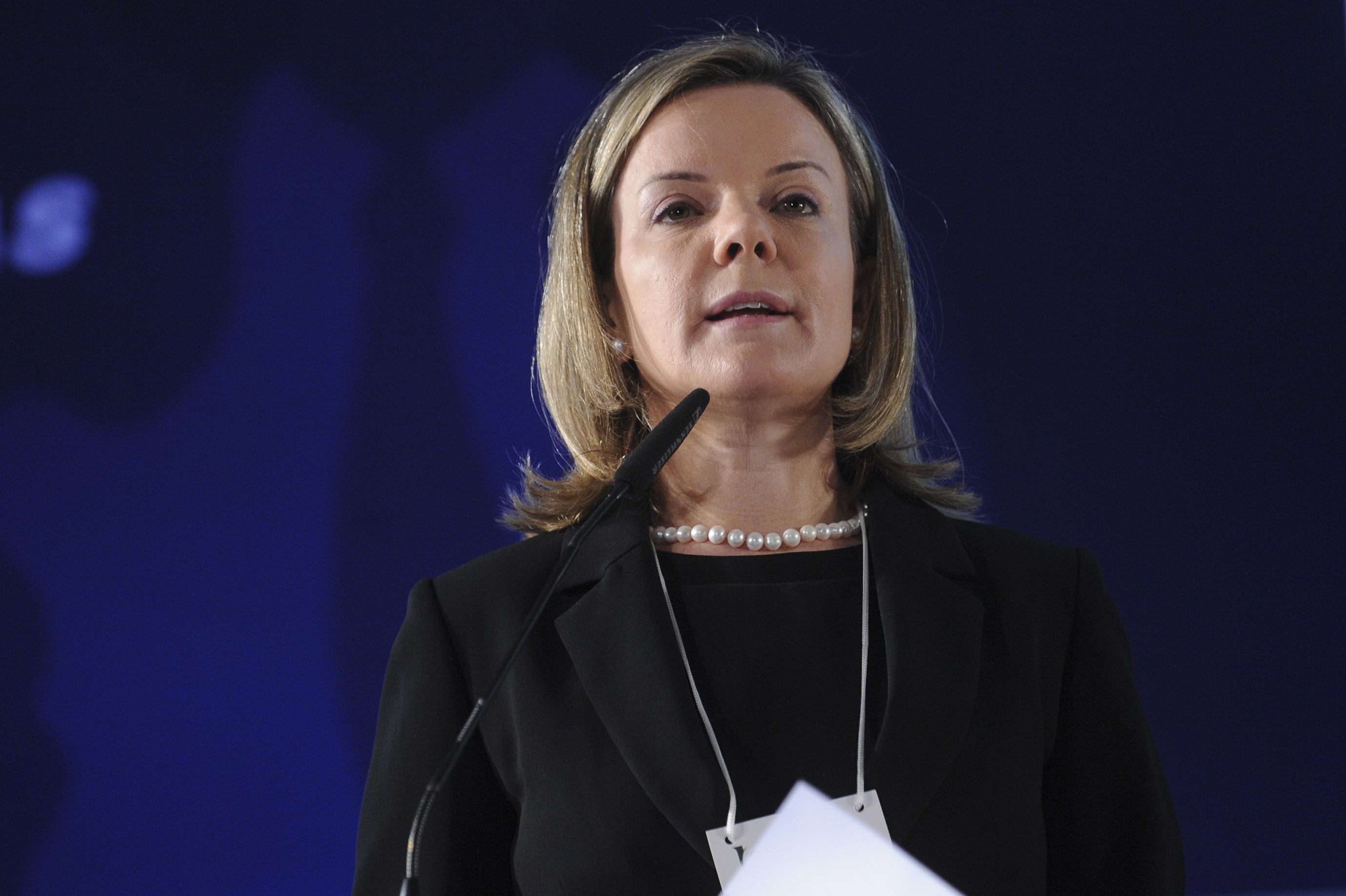
Hoffmann hablando ante el público en la 10.ª edición del Congreso Internacional Brasil Competitivo en 2012.

En 1983, Gleisi ingresó al Partido Comunista de Brasil, su primer partido político, herencia de su periodo en el movimiento estudantil. En ese periodo, fue influenciada por los libros Las Venas Abiertas de América Latina, de Eduardo Galeano, y el Manifiesto Comunista, de Marx y Engels, según una declaración al periodista Aroldo Murá Haygert en el libro Voces de Paraná 2.
Durante su periodo de graduación, se convirtió en asesora parlamentaria en la Asamblea Legislativa de Paraná. Luego, integró la asesoría del entonces concejal Jorge Samek, de Curitiba, lo que la llevó a trabajar en Itaipú Binacional y, más tarde, militar en el Partido de los Trabajadores.
En Itaipú, desarrolló acciones de responsabilidad social para operarios, en la comunidad de Foz de Iguaçu y Paraguay, como la reestructuración del Hospital Ministro Costa Cavalcanti y la creación de la Casa Abrigo, dedicado a mujeres y niños víctimas de la violencia doméstica.
Integrante del PT desde 1989, fue, en 1999, secretaria de Reestructuración Administrativa, en Mato Grosso del Sur, durante la gestión de Zeca del PT, en la cual promovió el recorte de gastos y cargos comisionados, y, luego, secretaria de Gestión Pública del ayuntamiento de la ciudad de Londrina. Formó, en 2002, el equipo de transición del gobierno de Luiz Inácio Lula de Silva, cuando sería nombrada directora financiera de Itaipú Binacional. Allí permaneció hasta inicios de 2006, año en que disputaría su primer cargo electivo. En la disputa por una vacante al Senado Federal no obtuvo éxito.
Fue nombrado presidente del PT en Paraná y, en 2008, se candidateó al ayuntamiento de su ciudad natal, Curitiba, en una lista encabezada por el diputado federal Celso Martinelli de Barros (PP), pero obtuvo el segundo lugar con el 18,17% del votos, derrotada por Beto Richa.

### Senadora por Paraná
En 2010 disputó nuevamente el cargo a senadora, convirtiéndose esta vez como la primera mujer y más votada, juntamente con Roberto Requião.
Siendo senadora, creó un proyecto de ley para eliminar el aguinaldo de los parlamentarios (salarios 14.º y 15.º). Tras dos años en trámite en el Congreso, el proyecto fue aprobado en febrero de 2013. El proyecto permitió una reducción en los costes de casi R$32 millones.
El 8 de marzo de 2016, la Comisión de Asuntos Económicos (CAE) del Senado eligió a la senadora Gleisi Hoffmann para presidir la presidencia en sustitución del senador Delcídio de Amaral.
En febrero de 2017 fue escogida por el sus compañeros para liderar la bancada del PT en el Senado durante el año de 2017, sustituyendo el senador Humberto Costa (PE). El mismo mes, Gleisi se posicionó contraria a los fueros parlamentarios. "Mi posición personal – no como bancada –, es en contra de los fueros parlamentarios. Creo que todos tienen que tener el mismo tratamiento ante la Justicia, independiente del cargo que ocupan, y la Justicia no tiene que hacer política. En segundo lugar, creo que el Congreso tiene que debatir, el Supremo está legislando mucho.", afirmó.

### Jefa de Gabinete de Presidencia
Con el pedido de renuncia de Antonio Palocci el 7 de junio de 2011, Gleisi fue, ese mismo día, nombrada Jefa de Gabinete de la Presidencia de la República, y tomó posesión el día siguiente en una ceremonia en el Palacio del Planalto. Su vacante en el Senado Federal fue ocupada por Sérgio de Souza, del PMDB.
En un análisis personal de su desempeño en la administración federal, la ministra confesó su poca experiencia en ese ámbito y se lamentó no poder concluir con todas la propuestas pertinentes, como finalizar las concesiones de carreteras y aeropuertos.
Gleisi afirmó en diciembre de 2013 que la presidenta Dilma Rousseff pretende realizar una reforma ministerial en 2014 y que probablemente irá a dejar la cartera y podrá participar de las elecciones al gobierno de Paraná.
Gleisi dejó efectivamente la Casa Civil en febrero de 2014 y retornó a Senado. Fue sucedida por Aloizio Mercadante.
En marzo de 2014, en comitiva con el expresidente Luiz Inácio Lula de Silva, fue anunciada la precandidatura de Gleisi como candidata al gobierno de Paraná.

## Operación Lava Jato
El cambista Alberto Youssef, envuelto en el esquema de correupción investigado por la Operación Lava Jato, afirmó recibiendo el beneficio del arrepentido que la campaña política de Gleisi Hoffmann en las elecciones de 2010 recibió R$ 1 millón. Paulo Roberto Costa también confirmó la acusación, diciendo que el marido de Gleisi, Paulo Bernardo, es quien habría solicitado la ayuda de este valor en la campaña. Gleisi y Paulo Bernardo negaron las acusaciones. Según el periódico Folha de Sao Paulo, su nombre fue citado en enero de 2015 en la declaración de la Operación Lava Jato. El 6 de marzo de 2015, el nombre de Gleisi fue incluido en la lista de políticos envueltos en la Operación Lava Jato, y el ministro Teori Zavascki del Supremo Tribunal Federal (STF), autorizó la realización del Interrogatorio PET-5257, así como la realización de las diligencias. Un juicio realizado por el STF el 23 de septiembre de 2015 decide que Gleisi Hoffmann no será investigada por el Lava Jato. El argumento del relator del caso, el ministro Dias Toffoli, es que el Lava-Jato se dedica a la corrupción de Petrobras y no en otros sectores.

### Imputada por la Policía Federal
En marzo de 2016, la Policía Federal imputó a Gleisi Hoffmann por corrupción pasiva, en la Operación Lava Jato, al concluir que Gleisi y su marido, el exministro de las Comunicaciones en el gobierno Dilma, Paulo Bernardo, recibieron R$ 1 millón de coimas que venían de contratos de Petrobras.

### Denunciada por el MPF
El 7 de mayo de 2016 fue denunciada por el Ministerio Público Federal (MPF) en la Operación Lava Jato, juntamente con el marido Paulo Bernardo y el empresario Ernesto Kruger Rodrigues, acusada de recibir coimas en el caso de Petrobras.

### Demandada en el STF
El 27 de septiembre de 2016, el Supremo Tribunal Federal, por unanimidad, aceptó la denuncia presentada por la Procuraduría-General de la República contra Gleisi en la Operación Lava Jato.

## Vida personal
Su primer matrimonio fue con el periodista Neilor Toscan. Estaba casada con el político Paulo Bernardo, con quien tuvo dos hijos (João Augusto y Gabriela Sofia).